# میلیونر زاغه‌نشین
میلیونر زاغه‌نشین (به انگلیسی: Slumdog Millionaire) فیلمی بریتانیایی محصول سال ۲۰۰۸ به کارگردانی دنی بویل است. فیلم اقتباسی از رمان کیو و ای (به انگلیسی: Q and A)، نوشتهٔ ویکاس سواروپ است.

## داستان
داستان فیلم دربارهٔ پسر ۱۸سالهٔ یتیم فقیری ساکن بمبئی به‌نام جمال ملک است که در مسابقهٔ چه کسی می‌خواهد میلیونر شود؟ شرکت کرده و موفق شده تا مرحلهٔ پایانی پیش برود؛ همین باعث مظنون شدن پلیس به تقلب در مسابقه و دستگیریش می‌شود. بازرس پلیس به او می‌گوید به‌شرطی آزادش می‌کند که بگوید چگونه به جواب سؤال‌ها دست پیدا کرده؛ که جمال داستان زندگیش را برای مأمور بازجویی تعریف می‌کند.

## فرایند تولید
دنی بویل این فیلم را برخلاف فیلم‌های بالیوودی که در استودیوها ساخته می‌شوند، در خیابان‌ها و محله‌های شهر بمبئی تصویربرداری کرد. این کار به دلیل حضور جمعیت زیاد مردم و تغییرات سریع شهر، دشواری‌های زیادی را برای گروه سازندگان فیلم به‌همراه داشت. به دلیل ممنوعیت فیلم‌برداری افراد خارجی از طریق بالگرد، گروه تولید برای فیلم‌برداری این صحنه‌ها، مجبور شدند با یافتن یک مدیر فیلمبرداری هندی و اعلام نام او، اجازه فیلمبرداری با بالگرد را کسب کنند.

## جوایز
شصت و ششمین مراسم گلدن گلوب (۲۰۰۹)
- برنده: بهترین فیلم سینمایی، درام
- برنده: بهترین کارگردان، فیلم سینمایی - دنی بویل
- برنده: بهترین فیلم‌نامه - سایمن بوفوی
- برنده: بهترین موسیقی - آ.ر. رحمان

هشتاد و یکمین دوره جوایز اسکار (۲۰۰۹)
- برنده: بهترین فیلم
- برنده: بهترین کارگردان – دنی بویل
- برنده: بهترین فیلم‌نامهٔ اقتباسی – سایمن بوفوی
- برنده: بهترین تصویربرداری – آنتونی داد منتل
- برنده: بهترین تدوین فیلم – کریس دیکنز
- برنده: بهترین موسیقی متن – آ.ر. رحمان
- برنده: بهترین ترانه – «جای هو»، از آ.ر. رحمان (موسیقی)، گلزار (متن)
- نامزد: بهترین ترانه – «او سایا»، از آ.ر. رحمان و ام.آی.ای. (موسیقی و متن)
- نامزد: بهترین تدوین صدا – تام سایرز
- برنده: بهترین ترکیب صدا – رسول پوکوتی، ریچارد پرایک، یان تاپ